# Gala Inocente, Inocente
Gala Inocente, Inocente es una gala solidaria anual que produce Zebra Producciones para La 1 de Televisión Española en su programación especial de Navidad. Fue estrenada el día de los Inocentes del año 1995, emitida por las cadenas integradas en la FORTA y fue presentada por Juanma López Iturriaga e Isabel Serrano.

## Historia
El 19 de noviembre de 1992 se estrenó en Telemadrid el programa Inocente, inocente, dirigido por José Miguel Contreras y presentado por Juanma López Iturriaga y Carmen Conesa. Estuvo en emisión en Telemadrid hasta noviembre de 1996 y posteriormente desde abril a julio de 1998 en Telecinco. A raíz del programa nació la Gala de Inocente, Inocente, un proyecto solidario para el día de los Inocentes durante la Navidad de 1995, con la intención de recaudar dinero para la Asociación Española Contra el Cáncer (AECC) y la Federación Española de Instituciones de Síndrome de Down. El proyecto ha pasado por varias cadenas de televisión y actualmente lo emite La 1 cada 28 de diciembre.

## Ediciones
| Edición                                                                                                   | Fecha      | Recaudación       | Canal                                            | Horario         | Audiencia    | Audiencia |
| Edición                                                                                                   | Fecha      | Recaudación       | Canal                                            | Horario         | Espectadores | Share     |
| --- | ---------- | ----------------- | ------------------------------------------------ | --------------- | ------------ | --------- |
| Inocente, Inocente 1995: Primera edición                                                                  | 28/12/1995 | 127 000 000 ptas. | Telemadrid                                       | 21:30-01:30 CET | N/A          | N/A       |
| Inocente, Inocente 1996: Segunda edición                                                                  | 28/12/1996 | 127 000 000 ptas. | Telemadrid TVG ETB2 Canal 9 Canal Sur Televisión | 21:30-02:10 CET | N/A          | N/A       |
| Inocente, Inocente 1997: Tercera edición                                                                  | 28/12/1997 | 127 000 000 ptas. | Telecinco                                        | 20:30-01:30 CET | 2 148 000    | 16,6%     |
| Inocente, Inocente 1998: Cuarta edición (La ilusión por aprender)                                         | 28/12/1998 | 180 000 000 ptas. | Telecinco                                        | 21:50-01:30 CET | N/A          |           |
| Inocente, Inocente 1999: Quinta edición (Que los niños nazcan y crezcan sanos)                            | 28/12/1999 | 211 000 000 ptas. | Telecinco                                        | 22:00-02:00 CET | 3 000 000    | 28,2%     |
| Inocente, Inocente 2000: Sexta edición (La ilusión de los Inocentes)                                      | 28/12/2000 | 127 000 000 ptas. | Telecinco                                        | 22:00-02:15 CET | 3 400 000    | 29,5%     |
| Inocente, Inocente 2001: Séptima edición (Los sueños de los Inocentes)                                    | 28/12/2001 | N/A               | Antena 3                                         | 22:00-01:30 CET | N/A          | N/A       |
| Inocente, Inocente 2002: Octava edición (La superación a través del deporte y de la música)               | 28/12/2002 | N/A               | Telecinco                                        | 22:00-02:00 CET | N/A          | N/A       |
| Inocente, Inocente 2003: Novena edición (Una esperanza contra el cáncer)                                  | 28/12/2003 | N/A               | Antena 3                                         | 21:40-01:50 CET | 5 396 000    | 31,5%     |
| Inocente, Inocente 2004: Décima edición (Por la seguridad de los Inocentes)                               | 28/12/2004 | N/A               | Antena 3                                         | 21:45-01:45 CET | 3 159 000    | 26,8%     |
| Inocente, Inocente 2005: Decimoprimera edición (Contra la soledad de los inocentes)                       | 28/12/2005 | N/A               | Antena 3                                         | 21:45-02:30 CET | 3 049 000    | 28,1%     |
| Inocente, Inocente 2006: Decimosegunda edición (Por los niños con cáncer y sus familias)                  | 28/12/2006 | N/A               | Antena 3                                         | 22:00-02:45 CET | 2 357 000    | 18,2%     |
| Inocente, Inocente 2007: Decimotercera edición (Lo único raro es su enfermedad)                           | 26/12/2007 | N/A               | Antena 3                                         | 22:00-02:30 CET | 1 612 000    | 13,8%     |
| Inocente, Inocente 2008: Decimocuarta edición                                                             | 28/12/2008 | 2 000 000 eur.    | Antena 3                                         | 22:00-02:15 CET | 2 108 000    | 16,8%     |
| Inocente, Inocente 2009: Decimoquinta edición (La discapacidad intelectual no es un límite, sino un reto) | 28/12/2009 | 1 337 745 eur.    | Antena 3                                         | 22:00-02:30 CET | 2 184 000    | 17,1%     |
| Inocente, Inocente 2010: Decimosexta edición (Ahora más que nunca)                                        | 28/12/2010 | 1 000 000 eur.    | Antena 3                                         | 21:55-02:25 CET | 1 559 000    | 11,9%     |
| Inocente, Inocente 2011: Decimoséptima edición (Ayúdanos a ayudar)                                        | 28/12/2011 | 250 000 eur.      | Antena 3                                         | 22:00-00:40 CET | 2 694 000    | 15,3%     |
| Inocente, Inocente 2012: Decimoctava edición (Por la sonrisa de los inocentes)                            | 28/12/2012 | 1 300 000 eur.    | La 1                                             | 22:35-02:05 CET | 1 941 000    | 14,4%     |
| Inocente, Inocente 2013: Decimonovena edición (Te necesitamos a ti)                                       | 27/12/2013 | 1 000 000 eur.    | La 1                                             | 22:20-02:10 CET | 1 564 000    | 11,1%     |
| Inocente, Inocente 2014: Vigésima edición (Una esperanza contra el cáncer)                                | 27/12/2014 | 1 300 000 eur.    | La 1                                             | 22:10-02:55 CET | 1 590 000    | 12,7%     |
| Inocente, Inocente 2015: Vigesimoprimera edición (20 años ayudando a los más inocentes)                   | 28/12/2015 | 1 150 000 eur.    | La 1                                             | 22:15-02:40 CET | 2 211 000    | 17,6%     |
| Inocente, Inocente 2016: Vigesimosegunda edición (Lo raro es no ayudar)                                   | 28/12/2016 | 1 161 000 eur.    | La 1                                             | 22:35-03:00 CET | 1 633 000    | 16,3%     |
| Inocente, Inocente 2017: Vigesimotercera edición (El cáncer infantil no es una broma)                     | 28/12/2017 | 2 001 124 eur.    | La 1                                             | 22:15-02:55 CET | 1 556 000    | 15,8%     |
| Inocente, Inocente 2018: Vigesimocuarta edición (Juntos somos capaces)                                    | 28/12/2018 | 1 037 000 eur.    | La 1                                             | 22:10-03:05 CET | 1 228 000    | 12,2%     |
| Inocente, Inocente 2019: Vigesimoquinta edición                                                           | 28/12/2019 | 1 259 000 eur.    | La 1                                             | 22:15-02:30 CET | 1 142 000    | 10,9%     |
| Inocente, Inocente 2020: Vigesimosexta edición (¡Ayudar te ayuda!)                                        | 28/12/2020 | 1 602 062 eur.    | La 1                                             | 22:00-02:30 CET | 1 157 000    | 10,8%     |
| Inocente, Inocente 2021: Vigesimoséptima edición (¡Ayúdalos a vivir!)                                     | 28/12/2021 | 1 905 164 eur.    | La 1                                             | 22:10-02:00 CET | 1 112 000    | 11,3%     |
| Inocente, Inocente 2022: Vigesimoctava edición (Merecen una oportunidad)                                  | 28/12/2022 | 1 804 219 eur.    | La 1                                             | 22:00-02:15 CET | 1 105 000    | 12,1%     |
| Inocente, Inocente 2023: Vigesimonovena edición (No somos pocos, somos muchos)                            | 28/12/2023 | 1 951 222 eur.    | La 1                                             | 22:00-02:10 CET | 909 000      | 10,5%     |
| Inocente, Inocente 2024: Trigésima edición (Ayudar, te ayuda)                                             | 28/12/2024 | 1 651 813 eur.    | La 1                                             | 22:05-02:25 CET | 884 000      | 12,0%     |

## Presentadores
Presentadores
     Colaboraciones especiales
| Años                   | 1995 | 1996 | 1997 | 1998 | 1999 | 2000 | 2001 | 2002 | 2003 | 2004 | 2005 | 2006 | 2007 | 2008 | 2009 | 2010 | 2011 | 2012 | 2013 | 2014 | 2015 | 2016 | 2017 | 2018 | 2019 | 2020 | 2021 | 2022 | 2023 | 2024 | N.⁰ de galas |
| ---------------------- | ---- | ---- | ---- | ---- | ---- | ---- | ---- | ---- | ---- | ---- | ---- | ---- | ---- | ---- | ---- | ---- | ---- | ---- | ---- | ---- | ---- | ---- | ---- | ---- | ---- | ---- | ---- | ---- | ---- | ---- | ------------ |
| Juanma López Iturriaga |      |      |      |      |      |      |      |      |      |      |      |      |      |      |      |      |      |      |      |      |      |      |      |      |      |      |      |      |      |      | 20           |
| Isabel Serrano         |      |      |      |      |      |      |      |      |      |      |      |      |      |      |      |      |      |      |      |      |      |      |      |      |      |      |      |      |      |      | 1            |
| Miriam Díaz Aroca      |      |      |      |      |      |      |      |      |      |      |      |      |      |      |      |      |      |      |      |      |      |      |      |      |      |      |      |      |      |      | 3            |
| Paz Padilla            |      |      |      |      |      |      |      |      |      |      |      |      |      |      |      |      |      |      |      |      |      |      |      |      |      |      |      |      |      |      | 3            |
| Marta Robles           |      |      |      |      |      |      |      |      |      |      |      |      |      |      |      |      |      |      |      |      |      |      |      |      |      |      |      |      |      |      | 2            |
| Ángeles Martín         |      |      |      |      |      |      |      |      |      |      |      |      |      |      |      |      |      |      |      |      |      |      |      |      |      |      |      |      |      |      | 1            |
| Paloma Gómez Borrero   |      |      |      |      |      |      |      |      |      |      |      |      |      |      |      |      |      |      |      |      |      |      |      |      |      |      |      |      |      |      | 1            |
| Teresa Viejo           |      |      |      |      |      |      |      |      |      |      |      |      |      |      |      |      |      |      |      |      |      |      |      |      |      |      |      |      |      |      | 1            |
| Lola Herrera           |      |      |      |      |      |      |      |      |      |      |      |      |      |      |      |      |      |      |      |      |      |      |      |      |      |      |      |      |      |      | 1            |
| Luisa Martín           |      |      |      |      |      |      |      |      |      |      |      |      |      |      |      |      |      |      |      |      |      |      |      |      |      |      |      |      |      |      | 1            |
| Rosa Valenty           |      |      |      |      |      |      |      |      |      |      |      |      |      |      |      |      |      |      |      |      |      |      |      |      |      |      |      |      |      |      | 1            |
| Juan y Medio           |      |      |      |      |      |      |      |      |      |      |      |      |      |      |      |      |      |      |      |      |      |      |      |      |      |      |      |      |      |      | 25           |
| Paula Vázquez          |      |      |      |      |      |      |      |      |      |      |      |      |      |      |      |      |      |      |      |      |      |      |      |      |      |      |      |      |      |      | 9            |
| Teté Delgado           |      |      |      |      |      |      |      |      |      |      |      |      |      |      |      |      |      |      |      |      |      |      |      |      |      |      |      |      |      |      | 5            |
| Mariona Xuclá          |      |      |      |      |      |      |      |      |      |      |      |      |      |      |      |      |      |      |      |      |      |      |      |      |      |      |      |      |      |      | 1            |
| Antonio Hidalgo        |      |      |      |      |      |      |      |      |      |      |      |      |      |      |      |      |      |      |      |      |      |      |      |      |      |      |      |      |      |      | 1            |
| Mercedes Milá          |      |      |      |      |      |      |      |      |      |      |      |      |      |      |      |      |      |      |      |      |      |      |      |      |      |      |      |      |      |      | 1            |
| Bárbara Rey            |      |      |      |      |      |      |      |      |      |      |      |      |      |      |      |      |      |      |      |      |      |      |      |      |      |      |      |      |      |      | 1            |
| Ivonne Reyes           |      |      |      |      |      |      |      |      |      |      |      |      |      |      |      |      |      |      |      |      |      |      |      |      |      |      |      |      |      |      | 1            |
| Remedios Cervantes     |      |      |      |      |      |      |      |      |      |      |      |      |      |      |      |      |      |      |      |      |      |      |      |      |      |      |      |      |      |      | 1            |
| Patricia Conde         |      |      |      |      |      |      |      |      |      |      |      |      |      |      |      |      |      |      |      |      |      |      |      |      |      |      |      |      |      |      | 1            |
| Elena Martín           |      |      |      |      |      |      |      |      |      |      |      |      |      |      |      |      |      |      |      |      |      |      |      |      |      |      |      |      |      |      | 1            |
| Soledad Mallol         |      |      |      |      |      |      |      |      |      | 1    |      |      |      |      |      |      |      |      |      |      |      |      |      |      |      |      |      |      |      |      |              |
| Lydia Lozano           |      |      |      |      |      |      |      |      |      |      |      |      |      |      |      |      |      |      |      |      |      |      |      |      |      |      |      |      |      |      | 1            |
| Jaime Cantizano        |      |      |      |      |      |      |      |      |      |      |      |      |      |      |      |      |      |      |      |      |      |      |      |      |      |      |      |      |      |      | 1            |
| Carlos Sobera          |      |      |      |      |      |      |      |      |      |      |      |      |      |      |      |      |      |      |      |      |      |      |      |      |      |      |      |      |      |      | 2            |
| Liborio García         |      |      |      |      |      |      |      |      |      |      |      |      |      |      |      |      |      |      |      |      |      |      |      |      |      |      |      |      |      |      | 1            |
| Roberto Brasero        |      |      |      |      |      |      |      |      |      |      |      |      |      |      |      |      |      |      |      |      |      |      |      |      |      |      |      |      |      |      | 2            |
| Mónica Martínez        |      |      |      |      |      |      |      |      |      |      |      |      |      |      |      |      |      |      |      |      |      |      |      |      |      |      |      |      |      |      | 2            |
| Lola Hernández         |      |      |      |      |      |      |      |      |      |      |      |      |      |      |      |      |      |      |      |      |      |      |      |      |      |      |      |      |      |      | 1            |
| Eva Pedraza            |      |      |      |      |      |      |      |      |      |      |      |      |      |      |      |      |      |      |      |      |      |      |      |      |      |      |      |      |      |      | 1            |
| Natalia Millán         |      |      |      |      |      |      |      |      |      |      |      |      |      |      |      |      |      |      |      |      |      |      |      |      |      |      |      |      |      |      | 1            |
| Elena Ballesteros      |      |      |      |      |      |      |      |      |      |      |      |      |      |      |      |      |      |      |      |      |      |      |      |      |      |      |      |      |      |      | 1            |
| Óscar Martínez         |      |      |      |      |      |      |      |      |      |      |      |      |      |      |      |      |      |      |      |      |      |      |      |      |      |      |      |      |      |      | 1            |
| Cristina Urgel         |      |      |      |      |      |      |      |      |      |      |      |      |      |      |      |      |      |      |      |      |      |      |      |      |      |      |      |      |      |      | 2            |
| Anne Igartiburu        |      |      |      |      |      |      |      |      |      |      |      |      |      |      |      |      |      |      |      |      |      |      |      |      |      |      |      |      |      |      | 10           |
| Desirée Ndjambo        |      |      |      |      |      |      |      |      |      |      |      |      |      |      |      |      |      |      |      |      |      |      |      |      |      |      |      |      |      |      | 1            |
| Toñi Moreno            |      |      |      |      |      |      |      |      |      |      |      |      |      |      |      |      |      |      |      |      |      |      |      |      |      |      |      |      |      |      | 1            |
| María Casado           |      |      |      |      |      |      |      |      |      |      |      |      |      |      |      |      |      |      |      |      |      |      |      |      |      |      |      |      |      |      | 1            |
| Carolina Casado        |      |      |      |      |      |      |      |      |      |      |      |      |      |      |      |      |      |      |      |      |      |      |      |      |      |      |      |      |      |      | 9            |
| Cristina Lasvignes     |      |      |      |      |      |      |      |      |      |      |      |      |      |      |      |      |      |      |      |      |      |      |      |      |      |      |      |      |      |      | 1            |
| Jacob Petrus           |      |      |      |      |      |      |      |      |      |      |      |      |      |      |      |      |      |      |      |      |      |      |      |      |      |      |      |      |      |      | 8            |
| Marta Solano           |      |      |      |      |      |      |      |      |      |      |      |      |      |      |      |      |      |      |      |      |      |      |      |      |      |      |      |      |      |      | 2            |
| Guadalupe Fiñana       |      |      |      |      |      |      |      |      |      |      |      |      |      |      |      |      |      |      |      |      |      |      |      |      |      |      |      |      |      |      | 1            |
| Luis Piedrahita        |      |      |      |      |      |      |      |      |      |      |      |      |      |      |      |      |      |      |      |      |      |      |      |      |      |      |      |      |      |      | 1            |
| Cristinini             |      |      |      |      |      |      |      |      |      |      |      |      |      |      |      |      |      |      |      |      |      |      |      |      |      |      |      |      |      |      | 1            |

## Inocentes e invitados
| Año  | Inocentes | Invitados |
| ---- | --- | --- |
| 1997 | N/A | Pepe Carrol, La Unión, Presuntos Implicados, Amistades Peligrosas, Greta y los Garbo, Lucrecia, La Plata, Ainhoa Arteta, Academia Palanca, El hombre de La Mancha, Antonio Canales, Natalia Millán, Marianico el Corto, Félix, el gato, Remedios Amaya, Miguel Caiceo, Buen Color y Manolo de Vega. |
| 1998 | N/A | Rosana, Manolo García, Kiko Veneno, Niña Pastori, Malú y Jarabe de Palo. |
| 1999 | N/A | Joaquín Sabina, Nacho Cano, La Oreja de Van Gogh, Arturo Pareja-Obregón de los Reyes, Malú, José Mercé, Tam Tam Go! y Tamara. |
| 2000 | Belén Esteban. | Ricky Martin, Chayanne, Raúl, Sergio Dalma, Azúcar Moreno, La Oreja de Van Gogh, Raimundo Amador, Estopa, Paul Carrack, Tamara, José María Cano y Tess. |
| 2001 | Carlos Baute. | Café Quijano, Celtas Cortos, Rosana, Presuntos Implicados, Coyote Dax, Los Caños y David Civera. |
| 2002 | Lydia Lozano, David Bustamante y concursantes de Gran Hermano 4. | Amaral, Loquillo, Rafael Amargo, Álex Ubago, Álex O'Dogherty, Bellepop y Presuntos Implicados, David Civera, Manu Tenorio, Paul Carrack y Capitán Canalla. |
| 2003 | Beatriz Luengo, Rosa López y Fernando Tejero. | Álex Ubago, Natalia Rodríguez, Queco, David Bustamante y Miguel Ángel Muñoz. |
| 2004 | Alicia Senovilla, Arancha Bonete, Francisco Fernández Ochoa y Fran Murcia.                                                                                                | El Arrebato, Marta Sánchez, Antonio Romero, Natalia Rodríguez, David DeMaría y Antonio Orozco y números musicales como Cats o Mamma Mia!. |
| 2005 | Patricia Gaztañaga, Natalia Rodríguez, Javier Ares, Carlos Sobera, Nieves Álvarez, Pablo Martín y Nina Agustí.                                                            | Luz Casal, Chenoa, Merche, Estopa y El Canto del Loco. |
| 2006 | Iker Casillas, Juan Ramón Lucas, Rafael Amargo, Rosario Mohedano y Niña Pastori.                                                                                          | Fangoria, Manuel Carrasco, La Oreja de Van Gogh, Soraya Arnelas y Shaila Dúrcal. |
| 2007 | Marisa Porcel y Pepe Ruiz, Jaime Cantizano, Chenoa, Merche, Germán Burgos y Marta Torné.                                                                                  | Jacobo Dicenta y Juan Carlos Martín. |
| 2008 | Mercedes Milá, David Villa, Las Supremas de Móstoles, Pedro Zerolo, David Fernández y Yon González.                                                                       | Actores del musical de Mortadelo y Filemón 50.⁰ aniversario (Mortadelo y Filemón, Rompetechos, Ofelia y el Profesor Bacterio), Nena Daconte, El Arrebato, Manuel Carrasco y protagonistas de The Miusical. |
| 2009 | David Meca, Feliciano López, Alberto Contador, Manu Tenorio, Manuel Bandera, Elena Furiase y María Patiño.                                                                | Protagonistas del musical Grease, Gisela (Sandy) y Tony Bernnety (Sucko), Álex Ubago, Rosana, Jorge Blass y El Langui. |
| 2010 | Ana Fernández, Lolita, Juan Carlos Martín, Eugenia Silva, Almudena Cid, Carles Francino, Julio Aparicio, Óscar Higares, Álvaro Arbeloa, Raúl Albiol y José Antonio Reyes. | Manu Tenorio, Merche, David Otero y Nena Daconte. |
| 2011 | Ismael Beiro, Soraya Arnelas, Willy Toledo, Belinda Washington y Charo Reina.                                                                                             | Sin invitados. |
| 2012 | Falcao, Pablo Alborán, Ana Torroja, José Mercé, Pablo Carbonell y Josema Yuste.                                                                                           | Álex Ubago, elenco del musical Sonrisas y Lágrimas, Melendi, Coro Godspell Black Light Godspell Choir, Miriam Díaz-Aroca, Belinda Washington, Natalia Millán, Pablo Puyol, Marta Valverde, Mónica Martínez, Alberto Vázquez, Irma Soriano, Joaquín Torres, Lola González, Paco Arrojo, Lara Dibildos, David Meca, Vicente del Bosque, Kira Miró, Mariló Montero, Moncho Borrajo, Marta Hazas, María Adánez, Fernando Guillén Cuervo, Ana Milán, Santiago Urrialde, Antonio Hortelano, Beatriz Rico, Manolo Royo, Fele Martínez, Lolita, Paz Padilla y Fabiola Toledo. |
| 2013 | Carmen Lomana, Toñi Moreno, Daniel Diges, Anne Igartiburu, Pastora Soler, Pepe Rodríguez y Thibaut Courtois.                                                              | Musical de Hoy no me puedo levantar. |
| 2014 | Mariló Montero, Marta Hazas, Jordi Hurtado, Francis Lorenzo y Rosana. | Chenoa, Auryn, Rosana, Mago Yunke, María Parrado y Ara Malikian. |
| 2015 | Antonio Orozco, Abraham Mateo, Carlos Sobera, Samantha Vallejo-Nágera, María Castro, Marina Lozano y Cristina Lasvignes.                                                  | Carlos Baute, Sergio Dalma, Niña Pastori, Abraham Mateo, Vanesa Martín, Manuel Carrasco, BVocal y Mago Yunke. |
| 2016 | Sergio Scariolo, Manuel Carrasco, Natalia Rodríguez, Antoine Griezmann y José Corbacho.                                                                                   | Jorge Luengo, DavidDeMaría, Gemeliers, La Oreja de Van Gogh, Morat y Efecto Pasillo. |
| 2017 | Eva González, Enrique Cerezo, Manolo Lama, Ana Obregón, Berta Collado, El Arrebato, Javier Fernández y Cecilia Gómez.                                                     | María Parrado, Los Vivancos, Adexe y Nau, Fito y La Cuadri del Hospi, El Arrebato, Los Secretos y el coro del Colegio Tajamar. |
| 2018 | Koke Resurrección, Ana Guerra, Eduardo Noriega, Juanma López Iturriaga, Saúl Craviotto, Maggie Civantos y Jaime Nava.                                                     | Malú, Luz Casal, Adrián Martín, José Manuel Zapata y Julián Fontalvo. |
| 2019 | Lorenzo Caprile, Antonio Carmona, Edurne, Antonio José y Lydia Valentín.                                                                                                  | Pasión Vega, Morat, Soraya Arnelas, Mago Yunke, Sergio Dalma, Camela, Antonio José, Efecto Pasillo y Acrodreams. |
| 2020 | João Félix, David DeMaría y Dioni. | Mago Yunke, David DeMaría y Camela. |
| 2021 | Juanma Castaño, Deyna Castellanos, Alejandro Valverde, Rozalén, Boris Izaguirre y Carmina Barrios.                                                                        | Ana Mena, Merche, Antonio José, Dvicio y Fetén, Fetén. |
| 2022 | Sole Giménez, Lorena Castell, Blanca Suárez, Ana Belén, Pablo López y Tomás Roncero.                                                                                      | Nil Moliner, Melody, Funambulista, Pablo Sáinz Villegas, Adrián Martín Vega, Begoña Pérez (la Ordenatriz), Estefanía Unzu (Verdeliss), Juan Amodeo y El Langui. |
| 2023 | Carlos Baute, Álvaro Morata, Tania Llasera, José Luis García Pérez, Xuso Jones y Gonzalo Miró.                                                                            | Ana Guerra, Andrés Suárez, Varry Brava, NIA y Wilbur. |
| 2024 | Carolina Marín, Lara Álvarez, Belén Rueda, Toni Nadal, India Martínez y Manu Baqueiro.                                                                                    | Nena Daconte, Marlena, Despistaos, Alba Dreid y Antoñito Molina. |